# 卡里里鸟属
卡里里鸟属（学名：Kaririavis）是鸟纲的一属，生存於白堊紀的巴西。

## 下属物种
本属包括以下物种：
- Kaririavis mater Carvalho, Agnolin, Rozadilla, Novas, Andrade & Xavier-Neto, 2021[2]